# Zacarías Santamaría Aramendía
Zacarías Santamaría Aramendía (Oteiza de la Solana, Navarra, 10 de junio de 1897 - Monasterio de Santa María la Real de la Oliva, Carcastillo, 20 de agosto de 1986) fue un monje y místico navarro.

## Notas biográficas

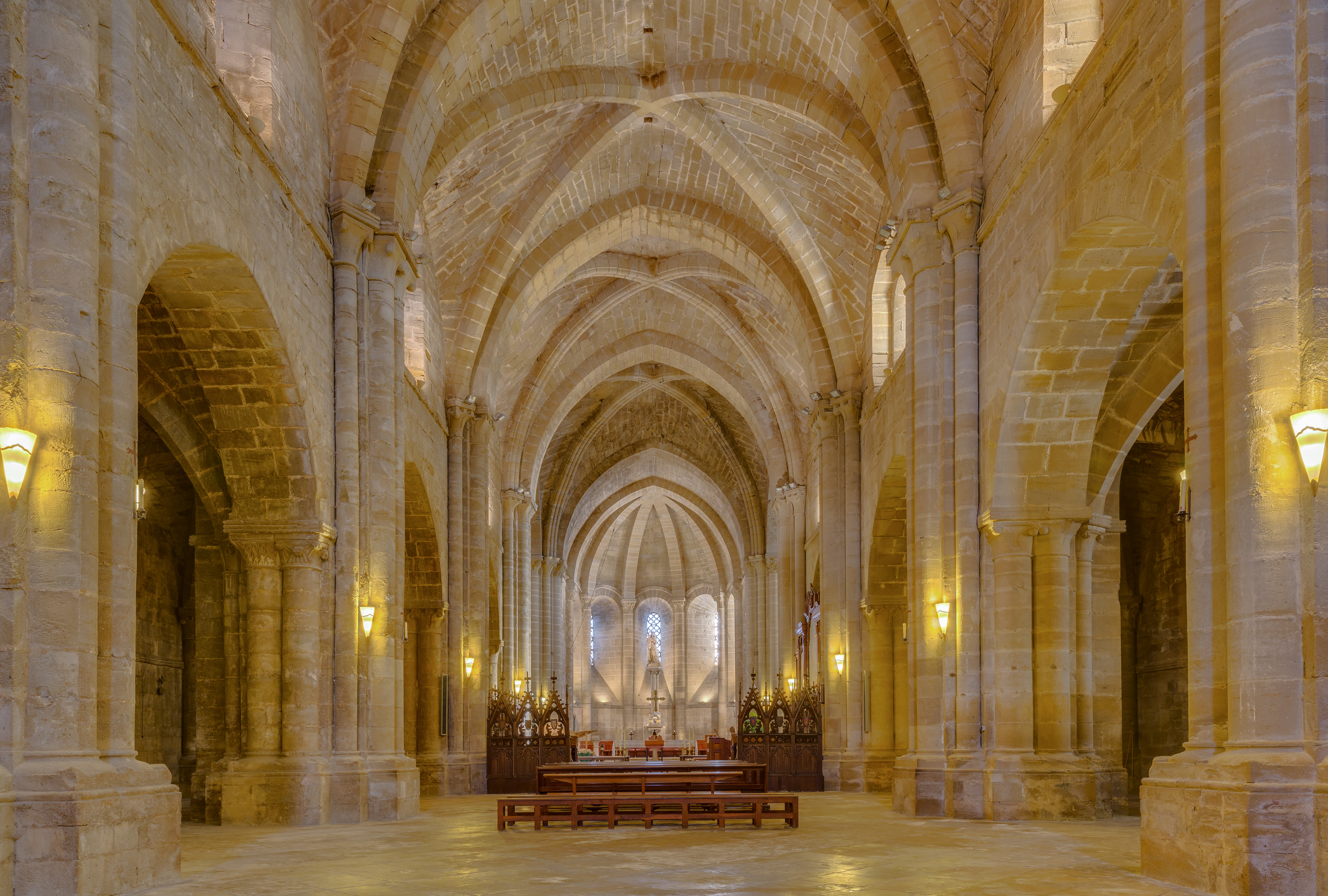
Iglesia del monasterio trapense de Santa María de la Oliva

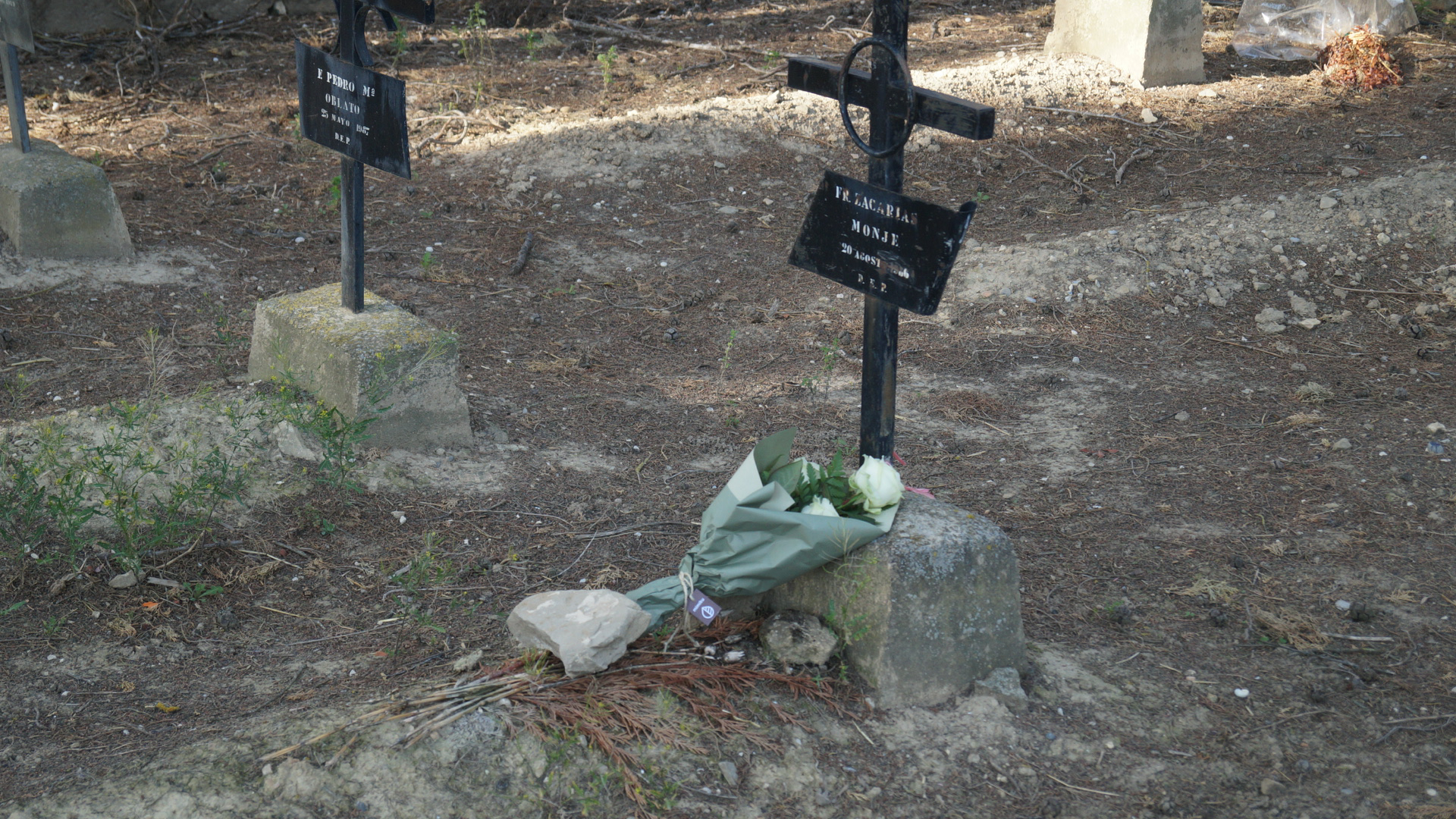
Sepultura del Hermano Zacarías